# Lola (1981)
Lola ist der zweite Film der BRD-Trilogie des Regisseurs Rainer Werner Fassbinder aus dem Jahr 1981.

## Inhalt
Lola spielt im Jahre 1957 in Coburg. Die Pfründen sind unter den Honoratioren der Stadt aufgeteilt, man arbeitet zum Wohle des eigenen Wohlstands Hand in Hand, und alle sind zufrieden. Geschäftliches wird zwischen dem Bürgermeister, dem Polizeipräsidenten, dem Bankdirektor und dem Baulöwen Schuckert vorzugsweise im örtlichen Bordell, der „Villa Fink“, bei Schampus besprochen, wobei die Unbehaglichkeit der Honoratioren in der Nachkriegsdemokratie unübersehbar ist.
Die Idylle wird jäh gestört, als ein neuer Baudezernent, Herr von Bohm, sein Amt im Rathaus antritt. Korrekt und unbestechlich mit ehernen moralischen Grundsätzen versehen, durchschaut er bald die Machenschaften der Stadthonoratioren. Lola legt es darauf an, ihn kennenzulernen, während sie ihren wahren Beruf als Prostituierte verschweigt. Es entwickelt sich eine Beziehung zwischen den beiden, wobei sich Herr von Bohm in Lola verliebt. Zunächst durchaus auf Kooperation bedacht, denn vom „Wirtschaftswunder“ profitiert ja auch der kleine Mann, ändert sich seine Haltung schlagartig, als ihm seine zarte Liebe Marie-Luise alias Lola, die „schärfste Hure der Stadt“ und persönlicher „Besitz“ des Baulöwen Schuckert, im Bordell vorgeführt wird. Völlig verzweifelt sammelt er Material gegen Schuckert, um ihn zu vernichten.
Doch niemand möchte am Status quo etwas ändern, nicht einmal die Presse interessiert sich dafür. Und am Ende sind alle, einschließlich von Bohm, in das System integriert. Er bekommt als Schweigegeld Lola von Schuckert überlassen und heiratet sie. Lola wird neue Chefin des Bordells, und die alten Geschäfte werden wieder aufgenommen.

## Auszeichnungen
- 1982: Filmband in Gold für Beste männliche Hauptrolle (Armin Mueller-Stahl) und Beste weibliche Hauptrolle (Barbara Sukowa); Filmband in Silber in der Kategorie Bester Spielfilm

## Kritiken
„Dem Spiel der drei Protagonisten Adorf, Sukowa und Mueller-Stahl zuzuschauen, ist Kino-Vergnügen vom Besten. Außerdem zeichnet sich Lola durch etwas aus, was in keinem anderen Film Fassbinders zu finden ist – Humor.“

„Im Gewand einer populär erzählten Kolportage-Geschichte legt Fassbinder die Moral der ‚Adenauer-Ära‘ bloß, wobei er auch Klischees und grellen Kitsch nicht scheut. Dabei steht die manierierte Inszenierung der satirischen Absicht oft im Wege. (Zweiter Teil von Fassbinders ‚Wirtschaftswunder-Trilogie‘ und beeindruckendes westdeutsches Debüt des DDR-Schauspielers Armin Mueller-Stahl)“

Zur Romanvorlage:
„Er, Fassbinder, könne sich vorstellen, dass ich die andere männliche Hauptrolle, den Baulöwen Schuckert, spielen würde. Nun war damals der Professor Unrat eine meiner Traumrollen, und ich war etwas enttäuscht, ich kannte Müller-Stahl kaum und war natürlich davon überzeugt, dass er eine Fehlbesetzung und ich der Richtige für die Hauptrolle wäre. Ich maulte also ein wenig herum, bis Berling, der das Drehbuch kannte, mir zuzwinkerte und zu verstehen gab, dass Schuckert eine ebenso gute Rolle sei, jedenfalls aber die bessere, passendere für mich. Er sollte Recht behalten.“ (Mario Adorf in Die Zeit Nr. 13 vom 18. März 2004.)